# Gefängnis Borg El Arab
Das Gefängnis Borg El Arab befindet sich bei Borg El Arab etwa 45 km südwestlich von Alexandria. 
Im Gefängnis sind nur männliche Häftlinge untergebracht. 2014 waren es 250 Ägypter und acht Ausländer. Im Januar 2014 wurde eine Besucherin bei einem Besuch ihres Mannes im Gefängnis erschossen. 2016 kam es zum Hungerstreik der Inhaftierten.
Im Gefängnis sitzt seit Ende 2015 auch der aus Ägypten stammende Ahmed Said ein, der als Gefäßchirurg in Frankfurt am Main tätig war. Said wurde zu 2 Jahren Haft verurteilt, die Berufung änderte daran nichts.